# Lista de vice-presidentes da Bolívia
| Nº                                             | Nome                                                                                        | Começo do mandato |      | Fim do mandato  |      | Tipo de governo           |
| ---------------------------------------------- | ------------------------------------------------------------------------------------------- | ----------------- | ---- | --------------- | ---- | ------------------------- |
| 1                                              | Jose Ramón de Loayza Pacheco                                                                | 26 de dezembro    | 1828 | 1 de janeiro    | 1829 | Constitucional Provisória |
| 2                                              | José Miguel de Velasco Franco                                                               | 24 de maio        | 1829 | 17 de fevereiro | 1839 | Constitucional            |
| 3                                              | Mariano Enrique Calvo Cuellar                                                               | ?                 | 1835 | ?               | 1839 | Constitucional            |
|                                                |                                                                                             | 17 de fevereiro   | 1839 | 22 de fevereiro | 1839 | Somente 5 dias            |
| 4                                              | Aniceto Arce Ruíz                                                                           | 19 de Janeiro     | 1880 | ?               | 1881 | Constitucional            |
| 5                                              | Aniceto Arce Ruíz                                                                           | ?                 | 1880 | ?               | 1884 | Constitucional            |
| 6                                              | Mariano Baptista Caserta                                                                    | 4 de setembro     | 1884 | 15 de agosto    | 1888 | Constitucional            |
| 7                                              | Jorge Oblitas                                                                               | 4 de setembro     | 1884 | 15 de agosto    | 1888 | Constitucional            |
| 8                                              | José Manuel del Carpio                                                                      | 15 de agosto      | 1888 | 11 de agosto    | 1892 | Constitucional            |
| 9                                              | Serapio Reyes Ortiz                                                                         | 15 de agosto      | 1888 | 11 de agosto    | 1892 | Constitucional            |
| 10                                             | Severo Fernández Alonso                                                                     | 11 de agosto      | 1892 | 19 de agosto    | 1896 | Constitucional            |
| 11                                             | Rafael Peña de Flores                                                                       | 19 de agosto      | 1896 | 12 de abril     | 1899 | Constitucional            |
| 12                                             | Jenaro Sanjinés Calderón                                                                    | 19 de agosto      | 1896 | 12 de abril     | 1899 | Constitucional            |
|                                                | Junta de governo - José Manuel Pando Solares - Serapio Reyes Ortiz - Macario Pinilla Vargas | 12 de abril       | 1899 | 25 de outubro   | 1899 | de fato                   |
| 13                                             | José Manuel Pando Solares                                                                   | 25 de outubro     | 1899 | 24 de Janeiro   | 1903 | Constitucional            |
| 14                                             | Aníbal Capriles Cabrera                                                                     | 25 de outubro     | 1899 | 14 de agosto    | 1904 | Constitucional            |
| 15                                             | Eliodoro Villazón Montaño                                                                   | 14 de agosto      | 1904 | 12 de agosto    | 1909 | Constitucional            |
| 16                                             | Valentín Abecia Ayllón                                                                      | 14 de agosto      | 1904 | 12 de agosto    | 1909 | Constitucional            |
| 17                                             | Macario Pinilla Vargas                                                                      | 12 de agosto      | 1909 | 14 de agosto    | 1913 | Constitucional            |
| 18                                             | Juan Misael Saracho                                                                         | 12 de agosto      | 1909 | 14 de agosto    | 1913 | Constitucional            |
|                                                | Juan Misael Saracho                                                                         | 14 de agosto      | 1913 | 15 de agosto    | 1917 | Constitucional            |
| 19                                             | José Carrasco Torrico                                                                       | 14 de agosto      | 1913 | 15 de agosto    | 1917 | Constitucional            |
| 20                                             | Ismael Vázquez Virreira                                                                     | 15 de agosto      | 1917 | 12 de julho     | 1920 | Constitucional            |
| 21                                             | José Santos Quinteros                                                                       | 15 de agosto      | 1917 | 12 de julho     | 1920 | Constitucional            |
|                                                | Junta de governo - Bautista Saavedra Mallea - José María Escalier - José Manuel Ramirez     | 13 de julho       | 1920 | 28 de janeiro   | 1921 | De fato                   |
| 22                                             | Abdón Saavedra Mallea                                                                       | 10 de Janeiro     | 1926 | ?               | -    | Constitucional            |
|                                                | Conselho de Ministros                                                                       | 28 de maio        | 1930 | 28 de junho     | 1930 | De fato                   |
| 23                                             | José Luís Tejada Sorzano                                                                    | 5 de março        | 1931 | 1 de dezembro   | 1934 | Constitucional            |
| 24                                             | Enrique Baldivieso Aparicio                                                                 | 13 de julho       | 1937 | 23 de agosto    | 1939 | De fato                   |
| 25                                             | Julián V. Montellano Carrasco                                                               | 20 de dezembro    | 1943 | 21 de julho     | 1946 | De fato                   |
| 26                                             | Mamerto Urriolagoitia Harriague                                                             | 10 de março       | 1947 | 22 de outubro   | 1949 | Constitucional            |
| 27                                             | Hernán Siles Zuazo                                                                          | 15 de abril       | 1952 | 6 de agosto     | 1956 | De fato                   |
| 28                                             | Ñuflo Chávez Ortiz                                                                          | 6 de agosto       | 1956 | 6 de agosto     | 1960 | Constitucional            |
| 29                                             | Juan Lechín Oquendo                                                                         | 6 de agosto       | 1960 | 6 de agosto     | 1964 | Constitucional            |
| 30                                             | René Barrientos Ortuño                                                                      | 6 de agosto       | 1964 | 4 de novembro   | 1964 | Constitucional            |
| 31                                             | Luis Adolfo Siles Salinas                                                                   | 6 de agosto       | 1966 | 27 de abril     | 1969 | Constitucional            |
| 32                                             | Jaime Paz Zamora                                                                            | 10 de outubro     | 1982 | 6 de agosto     | 1985 | Constitucional            |
| 33                                             | Julio Garret Ayllón                                                                         | 6 de agosto       | 1985 | 6 de agosto     | 1989 | Constitucional            |
| 34                                             | Luis Ossio Sanjínes                                                                         | 6 de agosto       | 1989 | 6 de agosto     | 1993 | Constitucional            |
| 35                                             | Victor Hugo Cárdenas Conde                                                                  | 6 de agosto       | 1993 | 6 de agosto     | 1997 | Constitucional            |
| 36                                             | Jorge Quiroga Ramírez                                                                       | 6 de agosto       | 1997 | 7 de agosto     | 2001 | Constitucional            |
| 37                                             | Carlos D. Mesa Gisbert                                                                      | 6 de agosto       | 2002 | 17 de outubro   | 2003 | Constitucional            |
| 38                                             | Álvaro M. García Linera                                                                     | 22 de Janeiro     | 2006 | 10 de novembro  | 2019 | Constitucional            |
| Vago 10 de novembro/2019-8 de novembro de 2020 |                                                                                             |                   |      |                 |      |                           |
| 39                                             | David Choquehuanca                                                                          | 8 de novembro     | 2020 | presente        |      | Constitucional            |